# Eurasische Steppe
Dieser Artikel wurde wegen inhaltlicher Mängel auf der Qualitätssicherungsseite des Portals Geowissenschaften eingetragen. Dies geschieht, um die Qualität der Artikel im Themengebiet Geowissenschaften zu steigern. Bitte hilf mit, die Mängel zu beseitigen, oder beteilige dich an der Diskussion. (+)

Begründung: Teilweise falsch, fehlende/ungeeignete Einzelnachweise, Ausbau --Kurator71 (D) 08:49, 11. Apr. 2013 (CEST)

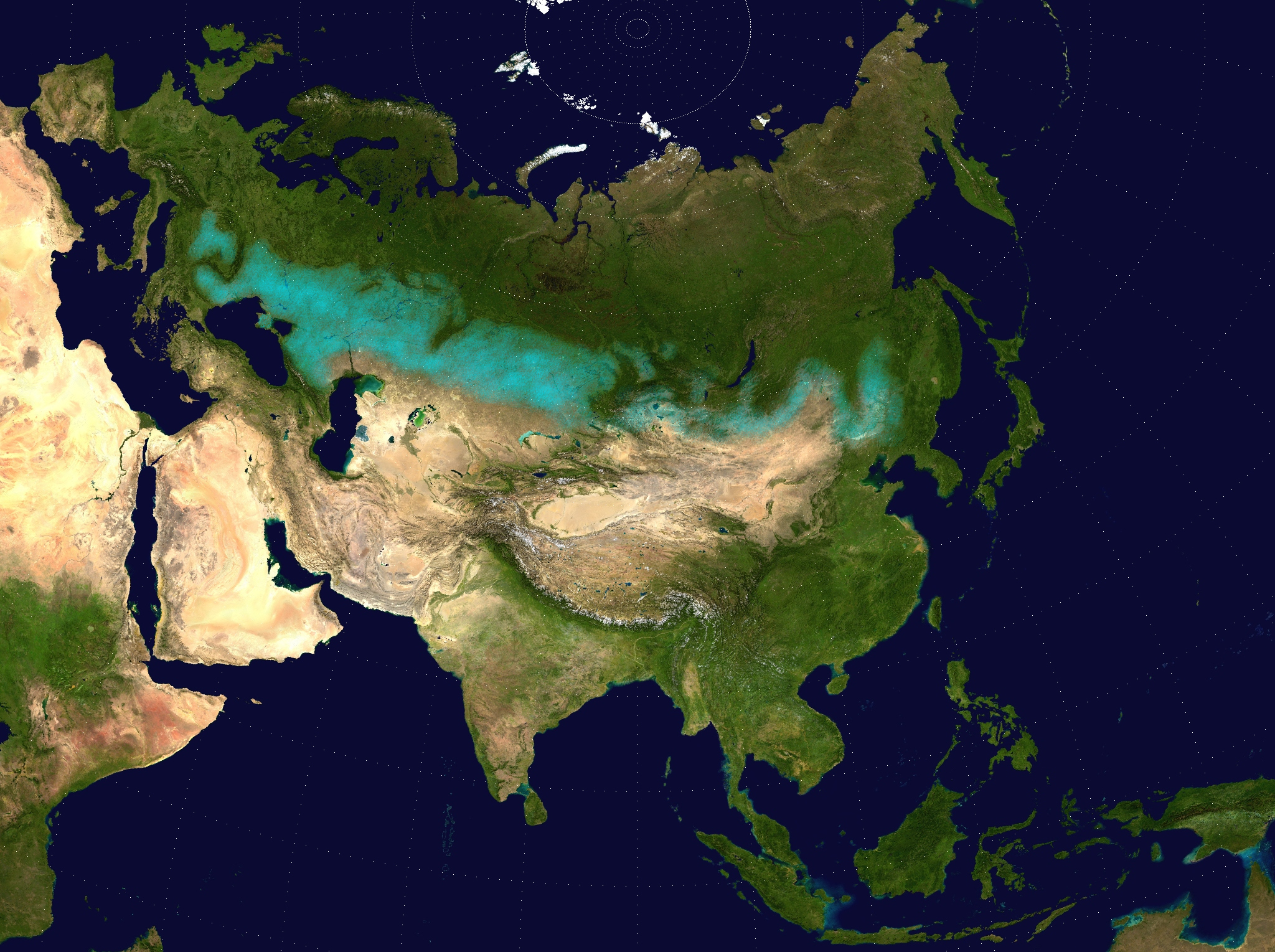
Eurasische Steppe (hellblau)

Die Eurasische Steppe, mitunter auch Große Steppe genannt, ist eine Steppenlandschaft, die sich auf dem eurasischen Doppelkontinent zwischen Osteuropa und Ostasien erstreckt.

## Geografie
Die Eurasische Steppe reicht auf einer Länge von insgesamt 7.000 Kilometern von der chinesischen Mandschurei im Osten bis zur ungarischen Puszta im Westen, die im österreichischen Burgenland in das europäische Laubwaldbiom übergeht. In ihrem Gebiet liegen das Pannonische Becken, die Kaspische Senke und die Kasachische Schwelle. Die südliche Grenze der Steppe lässt sich nicht genau definieren, da sie fließend in die Halbwüsten und Wüsten Zentralasiens übergeht. Sie gilt als größte Steppenlandschaft der Erde.
Folgende Staaten haben Anteil am zusammenhängenden Großraum der Eurasischen Steppe (in alphabetischer Reihenfolge): China, Kasachstan, Kirgisistan, Republik Moldau, die Mongolei, Rumänien, Russland, die Ukraine und Usbekistan. Ihre Lage in oder an der Steppe beeinflusste die Geschichte dieser Staaten maßgeblich, zudem existierten bis ins Mittelalter mehrere Steppenreiche auf ihrem Gebiet.
In der Pannonischen Florenprovinz, welche räumlich durch die Karpaten vom Großraum getrennt ist, findet man lediglich in Ungarn größere natürliche Steppenflächen. Die übrigen Länder Pannoniens, Randgebiete von Österreich, Serbien, der Slowakei und Tschechien, gehören klimatisch nicht mehr zur Steppenzone. Der überwiegende Teil steppenartiger Vegetation ist hier durch anthropogene Einflüsse seit der Vorgeschichte entstanden. Die Steppe berührt überdies die Nordküsten des Schwarzen und des Kaspischen Meeres. Östlich und nördlich des Kaspischen Meeres befindet sich zudem ein endorheisches Becken.
Per Cluster-Analyse können sieben verschiedene Steppentypen unterschieden werden. Die typischen Graslandsteppen machen 18 Prozent der weltweiten Steppen aus. Diese Graslandsteppen (ohne die angrenzenden Waldsteppen und Halbwüsten) werden in verschiedene Ökoregionen untergliedert. Die Umweltstiftung WWF nennt etwa (von Westen nach Osten): Pontische Steppe, Kasachische Steppe, Altai-Steppe und das Mongolisch-Mandschurische Grasland. Im Osten geht die Steppe des Tieflandes in das ebenfalls steppen- und halbwüstenhafte Mongolische Plateau über. Die verschiedenen Ökoregionen sind recht einförmig und unterscheiden sich nur für den Pflanzenkenner. An zwei Stellen ist die Steppe stark verengt: An der Uralisch-Kaspischen Engstelle und der Dschungarischen Verengung.
Die Steppe spielt eine entscheidende Rolle im Verständnis über Abläufe und Folgen der Gletscherschmelze nach der letzten Eiszeit und der darauf folgenden Entstehung steinzeitlicher Nomadenvölker in der Altsteinzeit.

## Klima und Vegetation
Die Eurasische Steppe weist das für Steppen typische semiaride Klima auf. Durch die größere Entfernung zu den nächsten Ozeanen ist die Jahresniederschlagsmenge jedoch stärker eingeschränkt als bei anderen Steppen (Kontinentalität). Je nach Steppenform variieren die Niederschläge zwischen 443 mm und 388 mm.
Eine ungewöhnliche Naturerscheinung im semiariden Steppenklima ist das Feuchtgebiet Saryarka um den Tengizsee und Korgalzhin mitten in der kasachischen Steppe. Dabei wird der Tengiz-See vom Fluss Nura gespeist und ist etwa dreimal so groß wie der Bodensee.
Die Graslandsteppe ist besonders anfällig für die Folgen des anthropogenen Klimawandels. Hierbei stellt vor allem die Ausbreitung von Bäumen und Sträuchern ein Problem dar, da diese die Böden aufgrund des erhöhten Wasserbedarfs schneller austrocknen lassen.

## Flora und Fauna

### Flora
Es sind über 1.500 Pflanzenarten bekannt, vor allem Gräser. Unter den Gräsern dominiert insbesondere Festuca valesiaca.

### Fauna
Die beiden größten wildlebenden Säugetiere sind die Saiga-Antilope und das Przewalski-Pferd, die einst in ganz Eurasien verbreitet waren. Heute leben sie nur noch in sehr abgelegenen und oftmals geschützten Wildnis-Regionen und sind vom Aussterben bedroht. Im osteuropäischen Teil der Steppe lebten früher Wisente und Tarpane, die jedoch dort heute ausgestorben sind. Unter den Nagetieren sticht vor allem das Steppenmurmeltier hervor. In den ausgedehnten Steppengebieten Zentralasiens (Kasachstan, Kaschgar, Usbekistan and Tadschikistan) lebt die tetraploide Wechselkrötenart Bufotes pewzowi (Bedriaga, 1898).
An den wenigen Wasserflächen findet sich auch eine Vielzahl an Vögeln. Im Feuchtgebiet Saryarka sind es während der Brutzeit bis zu 30 Millionen. Zu den Vogelarten gehört auch der vom Aussterben bedrohte Steppenkiebitz.

## Bevölkerung und Menschheitsgeschichte
Bekannt ist die Eurasische Steppe auch als Kulturareal für die Nachfahren der nomadischen Steppenvölker Eurasiens. Schon in der eurasischen Geschichte war die Eurasische Steppe der Kulturraum der ur- und frühgeschichtlichen Steppenkulturen. Hier sind vor allem die Hunnen, die Skythen und Ungarn sowie auch die Türken zu nennen, welche während lang andauernder Trockenperioden insbesondere in Mitteleuropa, teilweise aber auch in Westeuropa einfielen. Zudem wird die Eurasische Steppe auch von einigen Wissenschaftlern als Urheimat der Indoeuropäer angesehen, vor allem in der Kurgan-Hypothese. Die ältesten archäologische Funde stammen aus dem Pleistozän.
Die Erforschung der kulturellen und historischen Bedeutung der Eurasischen Steppe ist noch recht neu. Sie entstand erst während des Kalten Kriegs, etablierte sich jedoch vor allem ab 1991, als die Sowjetunion zerfiel.
Während der Sowjetzeit wurde die Steppe (insbesondere die nördlichen, etwas feuchteren Regionen) weitgehend kultiviert und extensiv landwirtschaftlich genutzt. Nach dem Zusammenbruch der UdSSR kam die Landwirtschaft hier jedoch teilweise zum Erliegen. Die Entwässerung etlicher Seen, die zur Bewässerung der Landwirtschaft genutzt wurden, hat zu einer dramatischen Versalzung der Böden geführt.
Eines der bedeutendsten Forschungsprojekte zur Untersuchung der Steppenregion ist das Baikal Archaeology Project, das vor allem die Region rund um den Baikalsee erforscht. Am Baikalsee entstanden schon im frühen Holozän erste Siedlungen. Hier wurden vor allem vorgeschichtliche Friedhöfe entdeckt, von denen der 1897 ausgegrabene, sogenannte „Lokomotiv-Friedhof“ aus dem Neolithikum der bekannteste ist. Außerdem gilt die Eurasische Steppe als Wiege der Domestizierung des Pferdes (Tarpan). Ähnlich bedeutsame Funde wurden auch in der Mongolei gemacht.
In der Steppenregion wurden außerdem viele bedeutsame Werkzeuge aus der Bronzezeit gefunden. Aus dieser Zeit stammen auch die Mumienfunde in der chinesischen Provinz Xinjiang.
Beim Ausbau der Schieneninfrastruktur im Rahmens des Projekts „Neue Seidenstraße“ werden auch die abgelegenen Regionen der Eurasischen Steppe integriert. Dabei finden jedoch auch erhebliche Eingriffe in die Landschaft statt.

## Schutz
Es wird darüber nachgedacht, Teile der Steppe, wie das Gebiet um den Tengiz-See, zum Biosphärenreservat und Weltnaturerbe zu ernennen. Für die Umsetzung des Konzepts fehlen aber die notwendigen Experten und Koordinatoren. 1998 wurde die Region immerhin auf Anregung des NABU zum Naturschutzgebiet ernannt.

## Galerie

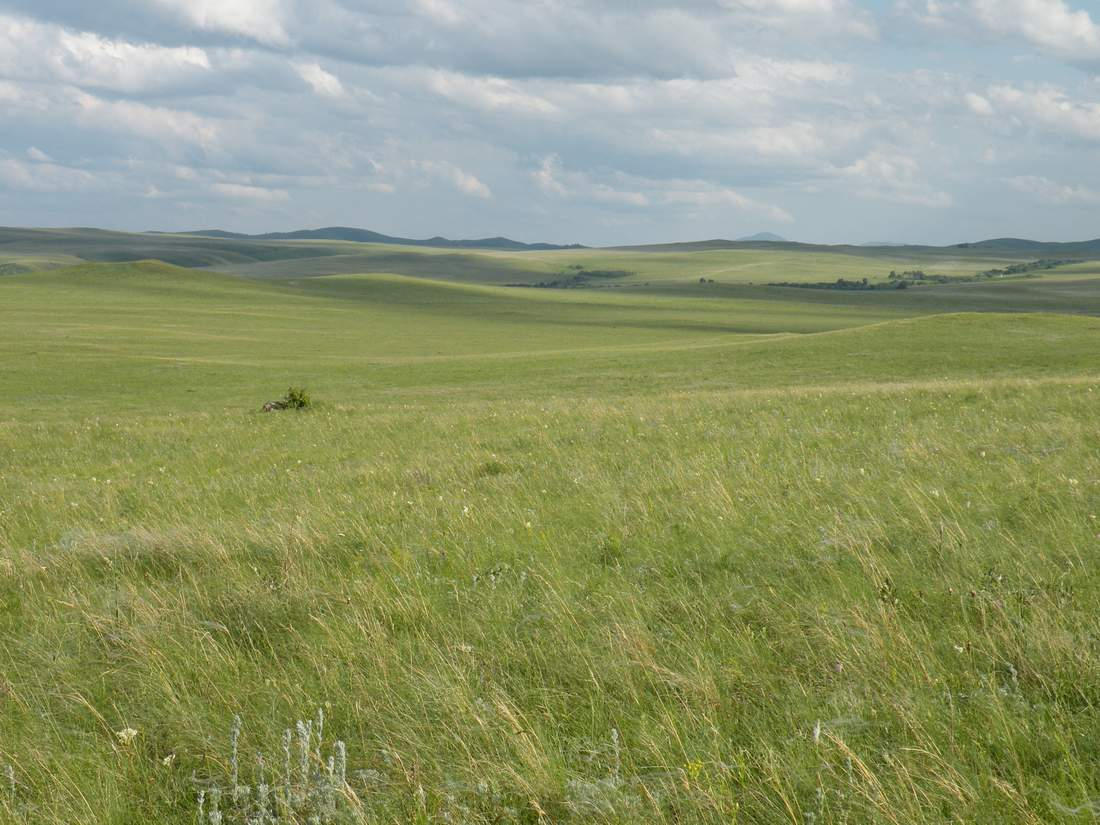
Steppe im Süden Sibiriens
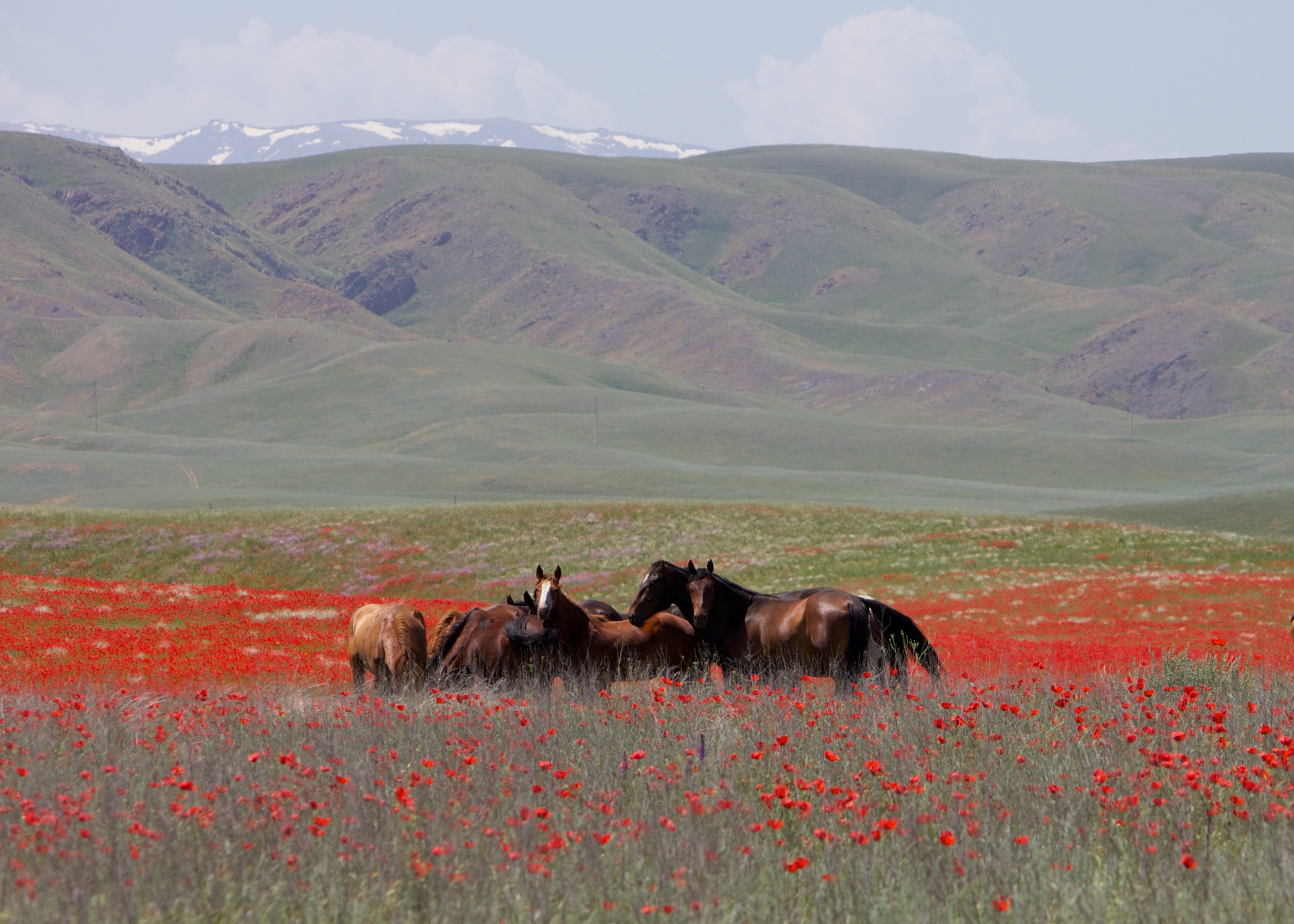
Steppe im Osten Kasachstans
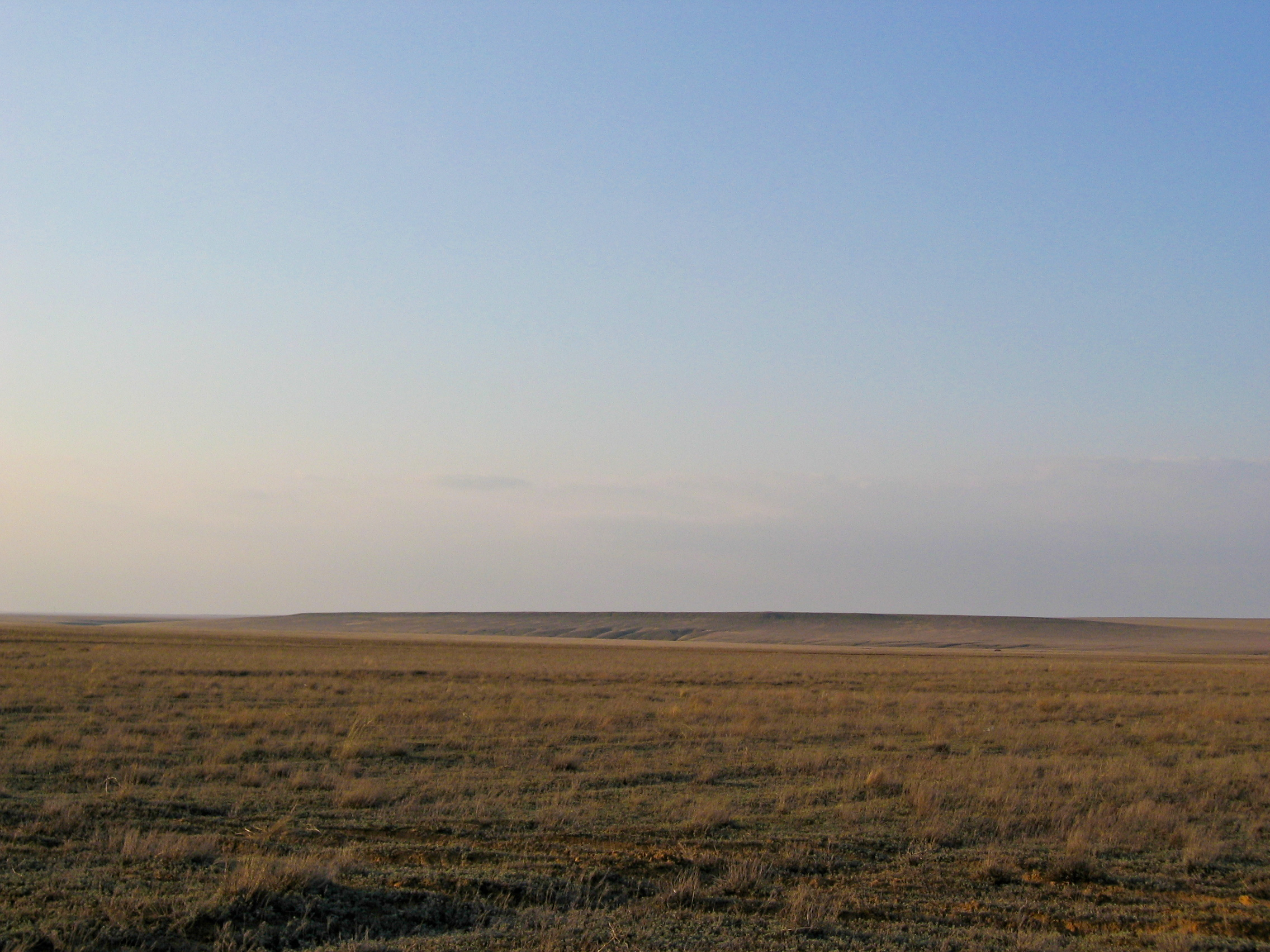
Semi-aride Steppe im Westen Kasachstan zu Frühlingsbeginn
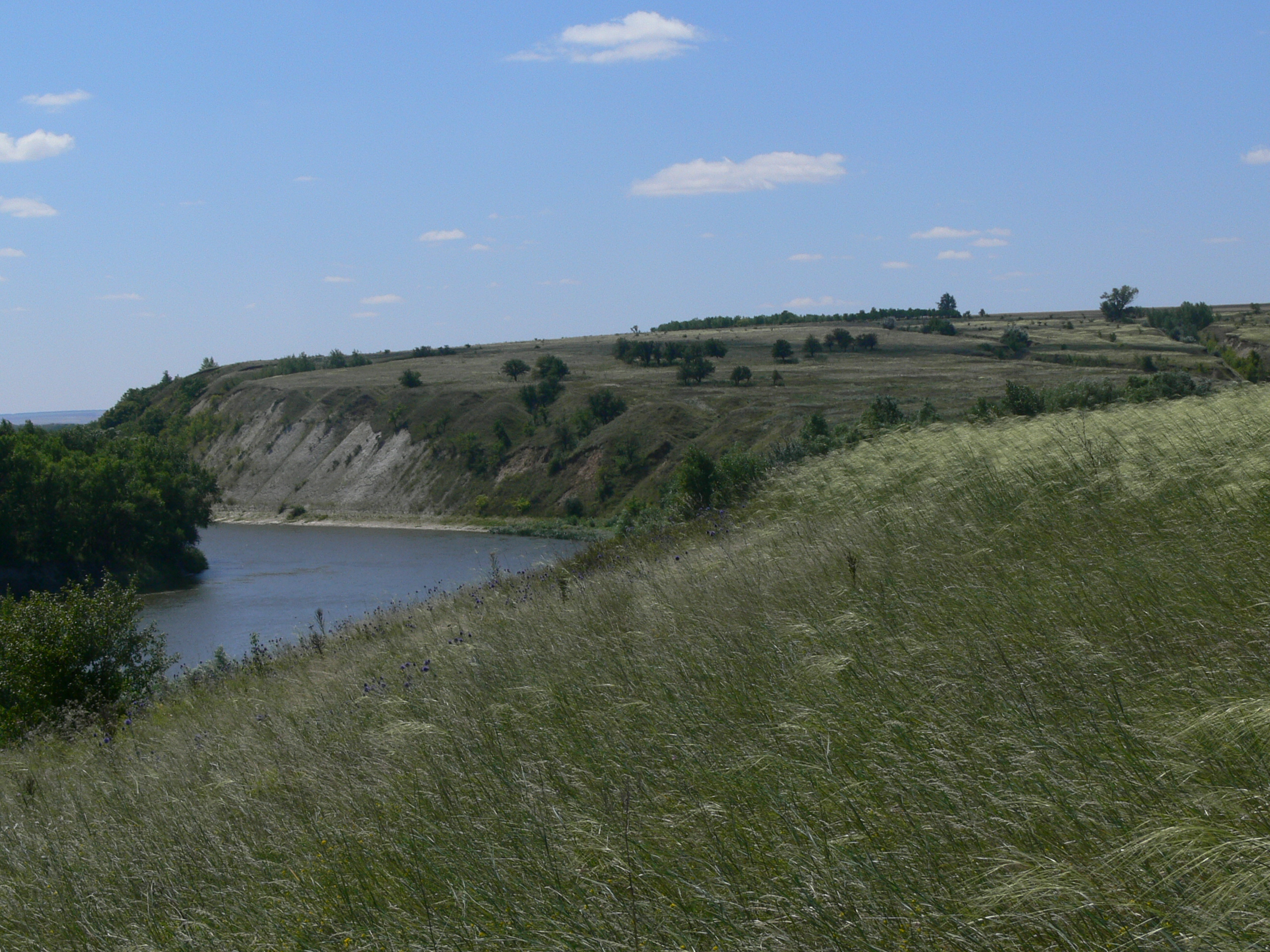
Steppe am Khopyor in der Oblast Wolgograd
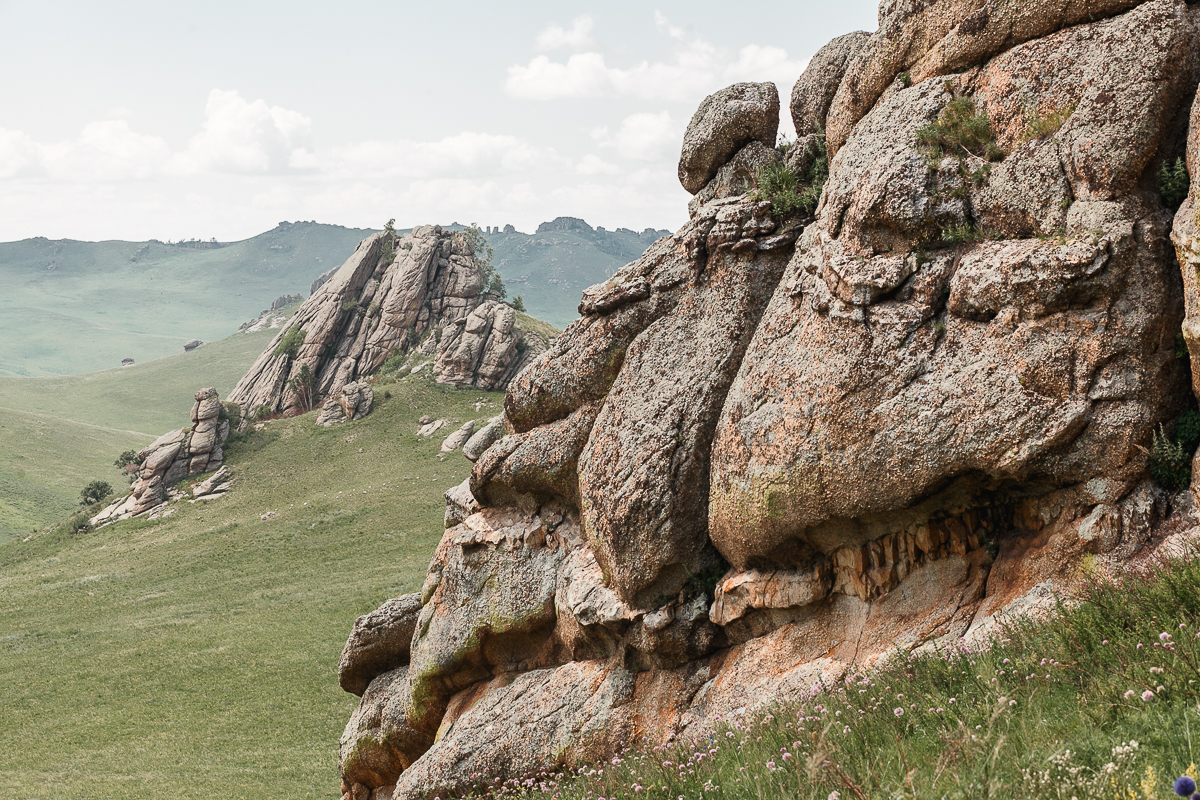
Östliche Steppe im Süden Sibiriens
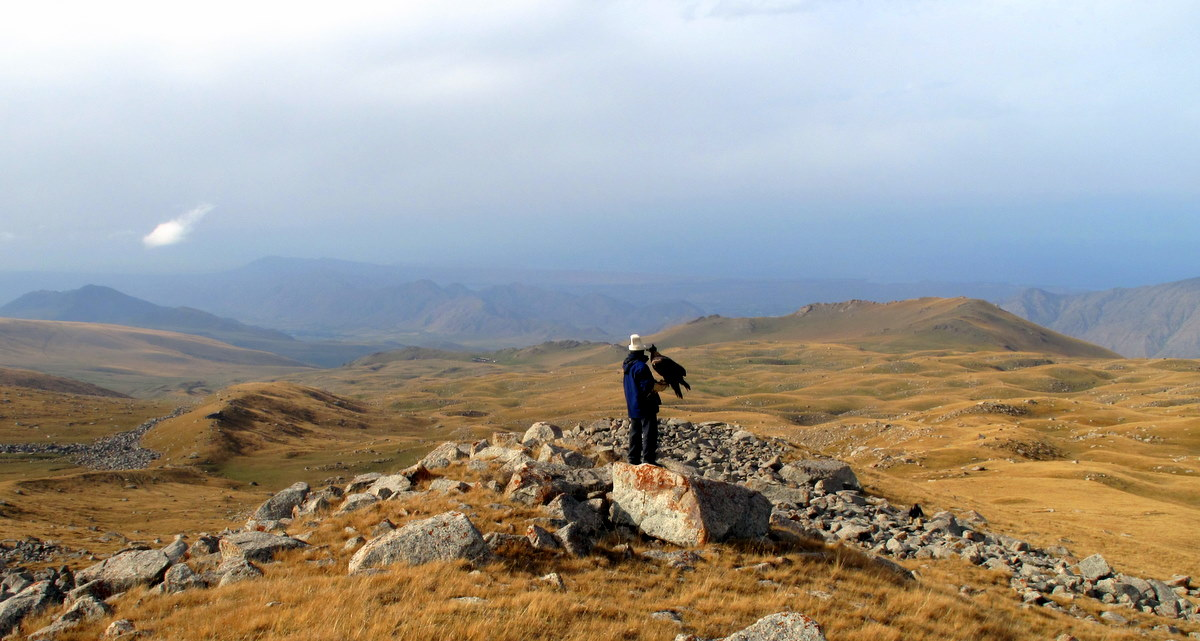
Steppe in Kirgisistan